# Landschaftsschutzgebiet Auf dem Dahlberg

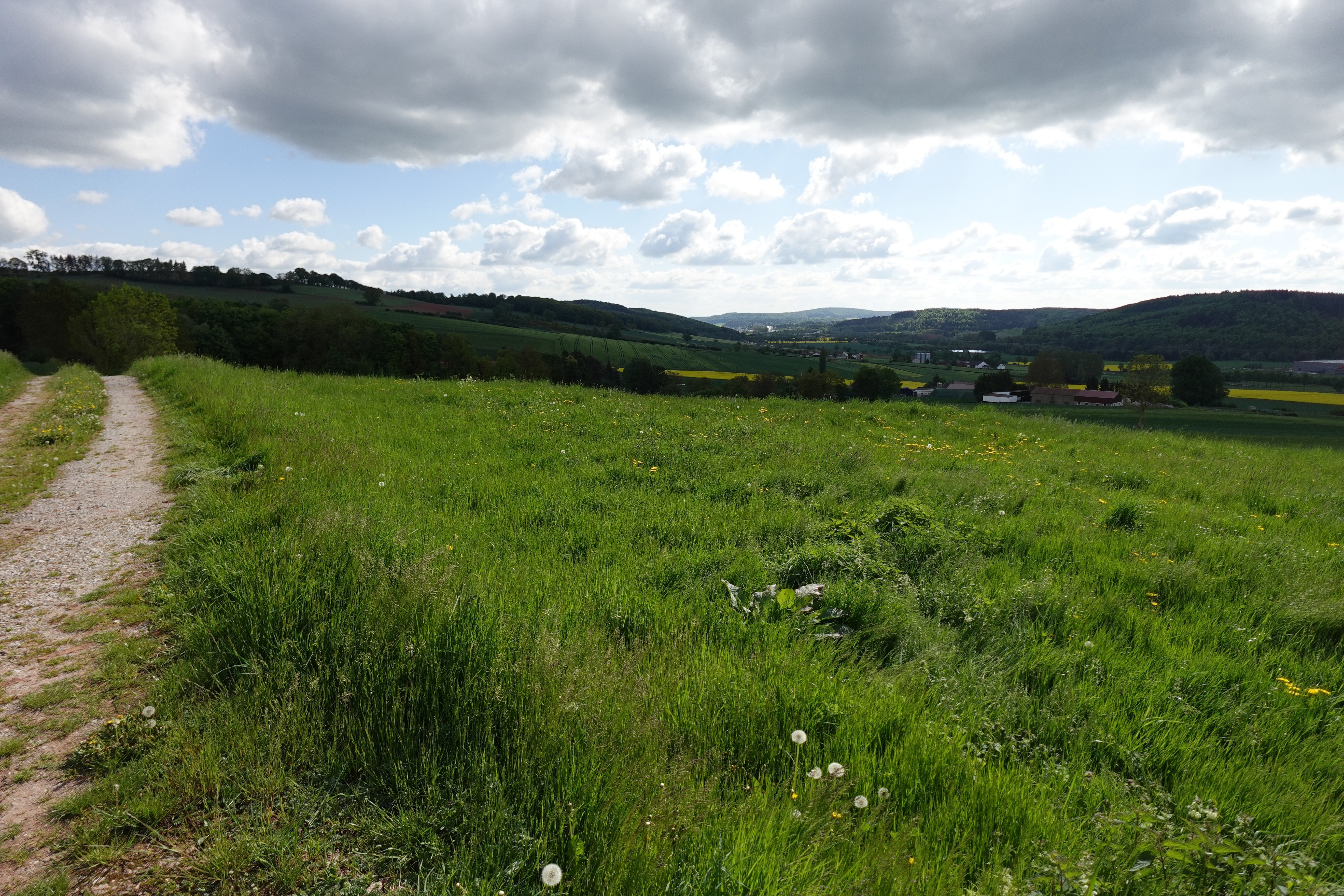
Landschaftsschutzgebiet Auf dem Dahlberg

Das Landschaftsschutzgebiet Auf dem Dahlberg ist ein 5,34 ha großes Landschaftsschutzgebiet (LSG) nördlich von Westheim im Stadtgebiet von Marsberg. Das Gebiet wurde 2008 mit dem Landschaftsplan Marsberg durch den Kreistag des Hochsauerlandkreises ausgewiesen. Westlich grenzt das Naturschutzgebiet Halbtrockenrasen am Dahlberg an.

## Beschreibung
Im Landschaftsschutzgebiet Auf dem Dahlberg befindet sich nur Grünland. Im LSG befinden sich zwei Gesetzlich geschützte Biotope nach § 30 BNatSchG. Die größere Biotopfläche wird im Biotopkataster vom Landesamt für Natur, Umwelt und Verbraucherschutz Nordrhein-Westfalen als Magerwiesen und -weiden mit dem Namen Magergrünland mit Kalkmagerrasen östlich des Rosenberges geführt. Die zweite Fläche ist namenlos. Das LSG liegt südlich der Dahlberg-Kuppe und weist eine sehr flachgründige Bodenbedeckung auf. Der Untergrund besteht aus Zechsteinkalken und basenreichem Buntsandstein. Am Püllweg liegt ein schmaler Magerrasenstreifen. Der ist zwar teilweise gehölzbestockt, weist aber in den größten Abschnitten artenreiche, ebenfalls flachgründige Magerrasen auf, die sich weitgehend auf Wegeseitenböschungen etabliert haben. Die Magergrünlandgesellschaften weisen etliche gefährdete Arten auf und sind streckenweise gut ausgebildet. Im Nordbereich befindet sich ein Wanderparkplatz.

## Schutzzweck
Die Ausweisung erfolgte zur Erhaltung, Ergänzung und Optimierung eines Grünlandbiotop-Verbundsystems in den Talauen und den Magergrünland-Gesellschaften in den Naturschutzgebieten, damit Tiere und Pflanzen Wanderungs- und Ausbreitungsmöglichkeiten behalten, und zum Erhalt der Vorkommen geschützter Vogelarten sowie dem Schutz artenreicher Pflanzengesellschaften.

## Rechtlicher Rahmen
Das Landschaftsschutzgebiet Auf dem Dahlberg wurde als eines von 30 Landschaftsplangebieten vom Typ C, Wiesentäler und ornithologisch bedeutsames Offenland, ausgewiesen. Im Landschaftsplangebiet Marsberg gibt es auch drei Landschaftsschutzgebiete vom LSG Typ A, Allgemeiner Landschaftsschutz, wo unter anderem das Errichten von Bauten verboten ist. Ferner 17 Landschaftsschutzgebiete vom LSG Typ B, Ortsrandlagen und Landschaftscharakter, wo zusätzlich Erstaufforstungen und auch die Neuanlage von Weihnachtsbaumkulturen, Schmuckreisig- und Baumschulkulturen verboten sind. Wie in den anderen 29 Landschaftsschutzgebieten vom Typ C im Landschaftsplangebiet Marsberg besteht im LSG Landschaftsschutzgebiet Auf dem Dahlberg zusätzlich ein Umwandlungsverbot von Grünland und Grünlandbrachen in Acker oder andere Nutzungsformen. Eine maximal zweijährige Ackernutzung innerhalb von zwölf Jahren ist erlaubt, falls damit die Erneuerung der Grasnarbe vorbereitet wird. Dies gilt als erweiterter Pflegeumbruch. Beim erweiterten Pflegeumbruch muss ein Mindestabstand von 5 m vom Mittelwasserbett eingehalten werden.